# Château de Lorge
Le château de Lorge est situé dans la commune de L'Hermitage-Lorge, dans les Côtes-d'Armor.
Il fait l’objet d’une inscription au titre des monuments historiques depuis le 26 juin 1963.

## Architecture
Sa masse imposante et les larges perspectives du domaine en font l’une des plus vastes propriétés des Côtes-d'Armor. Construit entre 1721 et 1740 par Guy-Nicolas de Durfort, duc de Lorges, grand seigneur au train de vie somptueux, la famille Choiseul-Praslin en hérite au XVIIIe siècle et, à partir du minerai de fer local, crée les forges du Pas. 
Le bâtiment central forme un magnifique ensemble du XVIIIe siècle, remarquable par ses dimensions, ses toitures à la Mansart, et par la sobriété, très bretonne, de ses façades de granite. Deux pavillons imposants l’encadrent, prolongés par des terrasses. Côté sud, un jardin de broderies (buis taillés) domine deux grands miroirs d’eau. La façade est simplement rythmée par la succession de cinquante-trois fenêtres, autour du perron central. Les communs forment une cour carrée, à proximité d’un grand potager. Les écuries de 200 chevaux trahissent les ambitions du duc de Lorge qui, dit-on, voulait « tenir garnison dans son domaine ».

## Historique
Pendant la Révolution française, le château est le théâtre d’un drame chouan. Grenadiers et gardes nationaux y débusquent une royaliste, Mme Le Frottier de Kérilis, qui avait été arrêtée et condamnée à mort au terme d’un procès expéditif. Afin de reculer la date fatale, elle se dit enceinte, ce qui permet à ses deux fils d’organiser son enlèvement de la prison de Saint-Brieuc. Opération réussie. Ils se réfugient au château de Lorge, inhabité depuis vingt ans, mais les Bleus ne tardent pas à les rattraper et tuent Mme Le Frottier de Kérilis et l’un de ses fils. Une autre histoire parle de vingt morts et d'un perron sanglant.
L'usine à fer dispose d’une très profonde minière en forêt de Lorge. Le passage du chemin de fer, après 1880, lui assure la pérennité des ateliers, transformés en fonderie de seconde fusion. Ses techniques peu modernes et son isolement conduisent cependant à une cessation brutale en 1978.